# 胡虔 (清朝)
胡虔（1753年—1804年），本名宏慰，字雒君，号枫原，安徽桐城人。
祖父胡宗绪，父胡承泽。乾隆十八年（1753年）出生。十岁丧父，十五岁喪母，由嫡母戴安人养育。早年家贫，设蒙馆以教书为生。師從姚鼐。乾隆年間，经姚鼐推荐，入翁方纲幕僚。後游幕秦瀛，再入谢启昆幕僚。乾隆五十三年（1788），谢启昆总纂《南昌府志》，召胡虔为协纂。乾隆五十六年，受毕沅之聘，與章学诚同客居武昌，参修《史籍考》。嘉慶五年，主修《广西通志》。嘉慶九年，卒於廣東南海。編纂有《西魏书》、《小学考》、《广西通志》。